# 刺棘鱗魚
刺棘鱗魚又稱刺金鱗魚，俗名金鱗甲、鐵甲兵、鐵線婆是輻鰭魚綱金眼鯛目金鱗魚科的一個種。

## 分布
分布于台湾到日本長崎、高知及伊豆半岛等海区等，属于暖水性中下层海鱼。该物种的模式产地在长崎。

## 深度
水深10至50公尺。

## 特徵
本魚外鼻孔邊緣無小棘，鼻骨之後部有小棘。體側有9至10條銀白色縱帶，各鰭與體側同色，或者是有黑色斑點。體色則近於橙紅色。屬於分布較北方的種類。體長可達18公分。

## 生態
本魚棲息較深的岩礁底處，屬於晝伏夜出的魚種，以小型底棲動物為食。產卵期約在初夏時分。

## 經濟利用
食用魚，肉質呈白色，味道相當鮮美，煮湯或煎食均適合。